# Maurice Rheims
Maurice (Prosper Gilles) Rheims (Versalles,el 4 de enero de 1910 - París  el 6 de marzo de 2003), fue un historiador del arte y escritor francés, miembro de la Academia Francesa.

## Datos biográficos
Nacido en una familia judía de la Lorena (su padre León Rheims, general en 1930, fue herido en Verdun), hizo sus estudios en el liceo parisiense Janson-de-Sailly, antes de entrar en la Escuela del Louvre. Maurice Rheims fue también diplomado de la Escuela de altos estudios (Sorbona).
Durante la guerra de 1939-1945, fue arrestado como judío y hecho preso en  Drancy  de donde fue liberado gracias a sus relaciones con la administración de Vichy. Liberado, participó en la Resistencia donde actuó en favor de la liberación en las filas de evasión hacia Suiza. Más tarde participó también entre las fuerzas francesas libres de África de Norte, donde llegó a actuar como oficial del cuerpo militar. Fue parte del  primer grupo de comandos paracaidistas de Argelia.
(…) « A mi regreso a París en 1945, decidí  retomar mis actividades de subastador de bienes (…) pero como era judío, Vichy había revocado mi franquicia. Uno de mis colegas había sido nombrado administrador en mi lugar, de manera que tomando riesgos regresé a  Drancy para tratar de restablecer mi derecho en tal actividad comercial, que estaba regulada por ley (…) Logré instalarme en una sala sin que nadie emitiera objeción en mi contra.  (…). Mi primera gran venta de la post guerra fue la admirable colección de cuadros flamencos y holandeses reunida por Adolphe Schloss, robada por los alemanes en 1943 y después recuperada por los aliados, (que) acababa de ser restituida a la familia ». 
Esto ha sido contradicho por Corinne Hershkovitch y Didier Rykner en su obra La restitución de las obras de arte. Soluciones y callejones (Hazan, 2011, p. 54) 
El general de Gaulle lo habría acogido por estas palabras poco afables en una recepción en el Palacio del Elíseo : 

Alors, Rheims, toujours votre coupable industrie ? Qué tal Rheims, ¿siempre en vuestra industria culpable?

Intervino en la evaluación de la dación en pago de las obras de Bonnard y de Picasso y fue albacea de Paul y Hélène Morand en 1976. También fue desde 1972, experto en obras de arte ante el  tribunal de apelación y el tribunal de gran instancia de París.
Fue elegido a la Academia francesa el 20 de mayo de 1976, y recibido el 17 de febrero de 1977 ; ocupó el asiento número 32 que había dejado vacante a su muerte Robert Aron. Maurice Rheims es miembro del Comité de Honor de la « Asociación para la salvaguarda y la expansión de la lengua francesa » (ASSELAF),  como Pierre Grimal, Philippe de Santo Robert, Roger Minne, Christian de Duve y Violaine Vanoyeke entre otros.

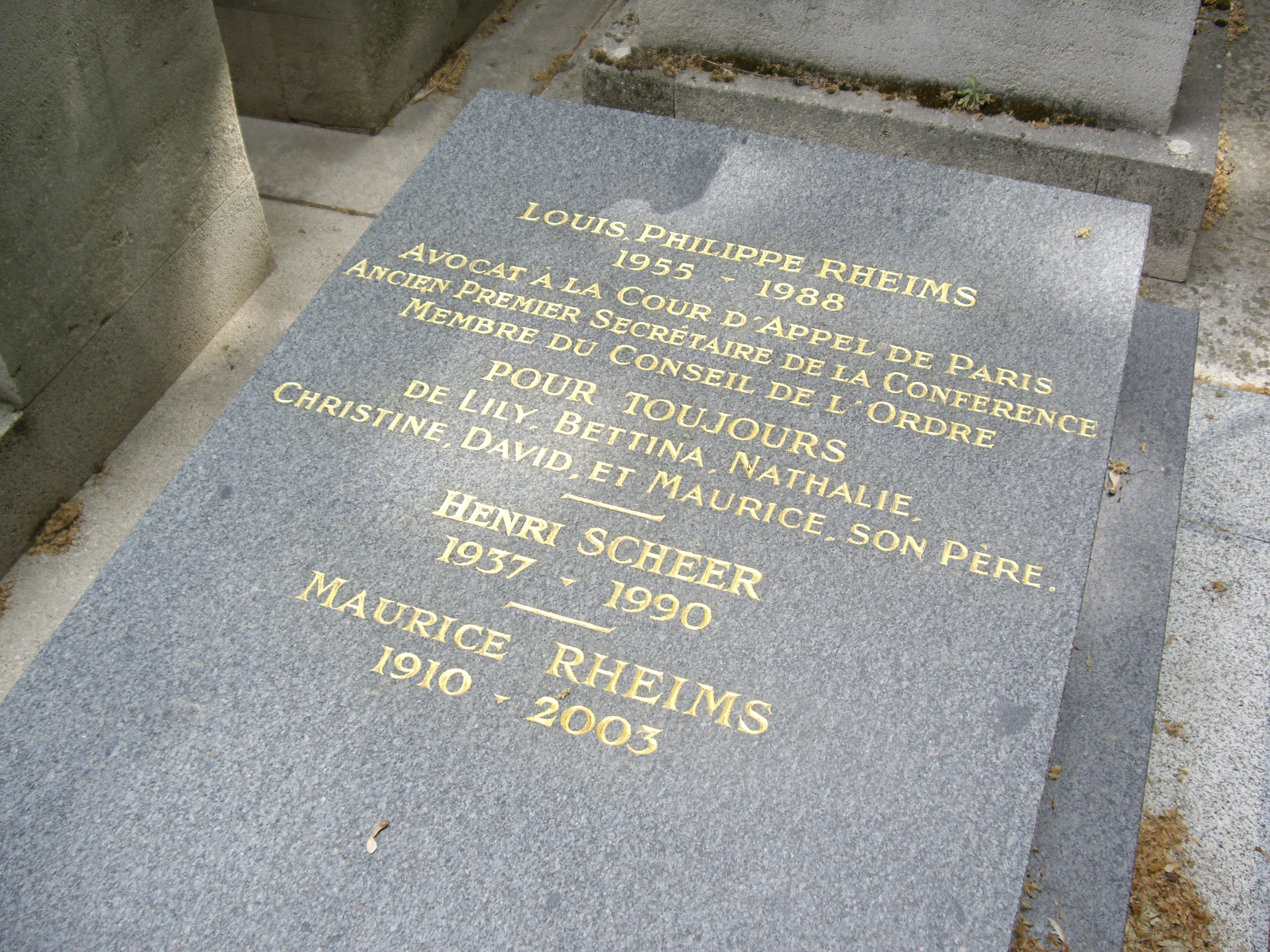
Tumba de Maurice Rheims en el cementerio de Montparnasse.

Casado en primera boda en 1935 a Jeannine Malvy (1911-2001), segunda hija de Louis Malvy, hombre político radical francés y ministro de la Francia de Vichy, se casó luego con Rosa-Marie Kohn (1926-1949) en 1948. Después, en terceras nupcias, en 1951 con Lili Krahmer (1930-1996),  de la rama « de Worms » de la familia Rothschild, de quien se divorció en 1980.
Es el padre de la fotógrafa Bettina Rheims (autora en 1995 del retrato oficial de Jacques Chirac, presidente de Francia) y de la comediante y escritora Nathalie Rheims.
Su hijo Louis, abogado, murió prematuramente de un cáncer a los 33 años en 1988.

## Obra
- Los Museos de Francia (Hachette Libra)
- Un Carpaccio en Dordoña (Ediciones Julliard)
- El Caballo de dinero (Ediciones Julliard)
- El Objeto 1900 (Artes y oficios gráficos, 1964)
- La Situación de la pintura contemporánea (Hazan)
- El Arte 1900 o el estilo Jules Verne (Artes y oficios gráficos)
- La Escultura al XIX  (Artes y oficios gráficos)
- La Vida extraña de los objetos (Plon)
- La Vida de artista, coronado por la Academia francesa (Grasset)
- El Lutier de Mantua (Flammarion, 1972)
- Elevada Curiosidad (Robert Laffont, 1975)
- La Mano ([Ediciones Julliard, 1977)
- El infierno de la curiosidad (Albin Michel, 1979)
- Los Coleccionistas (Ramsay, 1981)  ( )
- El Santo Oficio (Gallimard, 1983)  ( )
- Atila, deja tu pequeña hermana tranquila (Flammarion, 1985)
- Harlem Negro (La Diferencia, 1985)
- Los Greniers de Sienne (Gallimard, 1990)
- Las Fortunas de Apolo ([Ediciones del Umbral, 1990)
- Diccionario de las palabras salvajes (Ediciones Larousse, 1991) - néologismes
- Apollon a Wall Street (Ediciones del Umbral, 1992)
- En todos mis estados - entrevistas con François Duret-Robert (Gallimard, 1993)
- Los bosques de dinero (Gallimard, 1995)
- Una memoria vagabunda (Gallimard, 1997)
- Crisis Mina (Odile Jacob, 1998)
- Nuevo viaje en torno a mi cuarto (Gallimard, 2000)